# Atheismus in Indien
Atheismus existiert innerhalb der indischen Philosophie und Kultur in verschiedenen Formen.

## Negation eines Gottes in der indischen Geschichte

### Nastika
Nastika, die altindischen Schulen, die die Veden ablehnen, sind Charvaka, Buddhismus und Jainismus. Alle drei lehnen einen Schöpfergott ab, jedoch nur Charvaka jegliche Form von Metaphysik.
Auch die nicht-vedische Schule Ajivika lehnte einen Schöpfergott ab.

### Astika
Unter den Astika, den altindischen Schulen, die die Veden anerkannten, lehnten einige die Existenz eines obersten Gottes (Ishvara) ab: die Samkhya ab 500 n. Chr. und die frühen Mimansa.

## Atheismus im Indien der Gegenwart

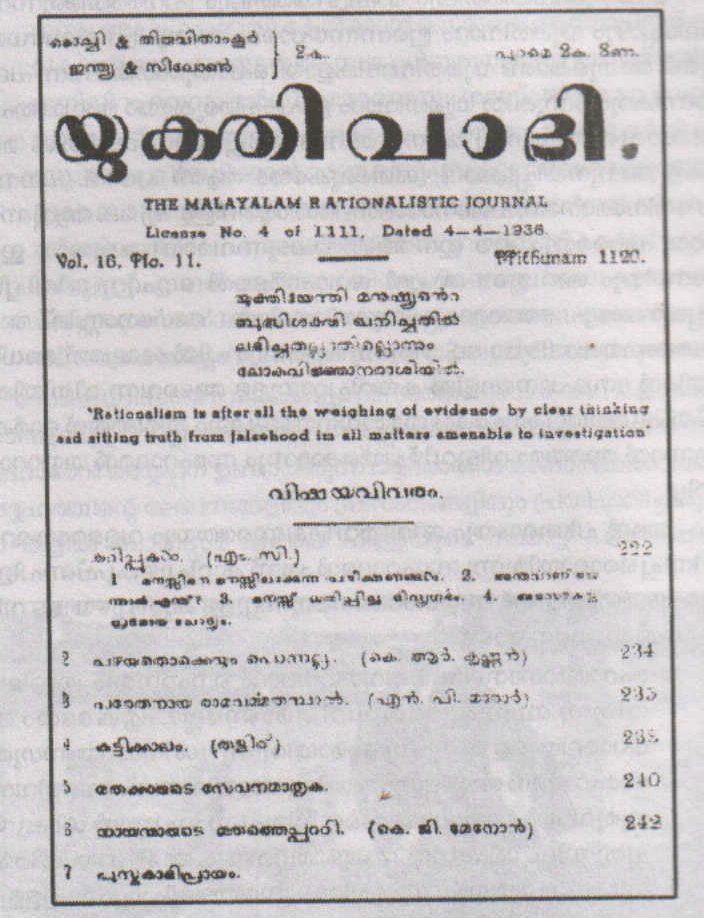
Yukthivadi, atheistisch-agnostische Zeitung auf Malayalam (im südindischen Bundesstaat Kerala)

Bei der Volkszählung in Indien 2011 gaben 33.304 Personen an, Atheisten zu sein (0,003 % der 1.211 Mio. Einwohner). Die meisten Atheisten gab es im großen zentralindischen Bundesstaat Maharashtra (9.650), gefolgt vom kleinen nordostindischen Meghalaya mit 9.089 (vergleiche Religionen der indischen Bundesstaaten).
In südindischen Bundesstaat Kerala (4.896 Atheisten) gibt es eine atheistische Bewegung, organisiert in den Gruppierungen Indian Rationalist Association und Kerala Yukthivadi Sangham. Mit Yukthivadi erscheint die erste atheistisch-agnostische Zeitung auf Malayalam. Aus Kerala kommt auch der Bürgerrechtler Sanal Edamaruku, Gründer und Präsident der Indian Rationalist Association und von Rationalist International.

### Persönlichkeiten
Der indische Wirtschaftswissenschaftler (Nobelpreis 1998) und Philosoph Amartya Sen (* 1933), der als Atheist gilt, sagte 2006 in einem Interview:

„Irgendwie hatten sich viele Leute an die Idee gewöhnt, dass Indien spirituell und religiös war. Das hat die religiöse Interpretation von Indien befördert, obwohl das Sanskrit eine größere atheistische Literatur hatte als irgendeine andere klassische Sprache. Selbst innerhalb der Hindu-Tradition gab es viele Personen, die Atheisten waren. Madhava Acharya, der bemerkenswerte Philosoph des 14. Jahrhunderts, schrieb sein großes Buch namens Sarvadarshansamgraha, das alle religiösen Denk-Schulen der Hindus diskutierte. Das erste Kapitel heißt »Atheismus« – eine starke Präsentation des Arguments für Atheismus und Materialismus.“

Weitere bekannte Vertreter des Atheismus in Indien:
- Debiprasad Chattopadhyaya
- Shreela Flather, Baroness Flather of Windsor and Maidenhead, erste Hindu-Frau in der britischen Politik, sieht sich selbst als „Hindu-Atheist“[5]
- Prabir Ghosh, Generalsekretär der Science and Rationalists’ Association of India
- K. Shivaram Karanth, Autor des Buches Mookajjiya Kanasugalu
- Gurunath Abaji Kulkarni (1923–1987), Schriftsteller
- Shreeram Lagoo
- Amol Palekar
- E. V. Ramasami (1879–1973), Politiker und Aktivist aus Tamil Nadu, einer der Vordenker der Dravidischen Bewegung (siehe Dravida Nadu)
- A. N. Murthy Rao
- Goparaju Ramachandra Rao und Saraswathi Gora, Begründer des Atheistischen Zentrums
- Manabendra Nath Roy, Gründer der Kommunistischen Parteien in Mexiko und Indien
- Vir Savarkar, Begründer des Hindutva
- Vijay Tendulkar